# Synagoga Jankiela Kalińskiego i Jankiela Zarzewskiego w Łodzi
Synagoga Jankiela Kalińskiego i Jankiela Zarzewskiego w Łodzi – prywatny dom modlitwy znajdujący się w Łodzi przy ulicy Drewnowskiej 6.
Synagoga została zbudowana w 1891 roku z inicjatywy Jankiela Kalińskiego i Jankiela Zarzewskiego. Podczas II wojny światowej hitlerowcy zdewastowali synagogę.